# The Velvet Underground Playlist Plus
The Velvet Underground Playlist Plus je kompilační album americké hudební skupiny The Velvet Underground. Album vyšlo 29. dubna 2008 u Polydor Records. Na albu se nachází i šest sólových písní Nico, jedná se o skladby „These Days“, „Little Sister“, „Winter Song“, „It Was a Pleasure Then“, „Chelsea Girls“ a „Wrap Your Troubles in Dreams“. Písně pochází z jejího prvního alba Chelsea Girl (1967), na němž se podíleli i členové skupiny The Velvet Underground.

## Seznam skladeb
| Disk 1 | Disk 1                       | Disk 1                  | Disk 1 |
| Pořadí | Název                        | Autor                   | Délka  |
| ------ | ---------------------------- | ----------------------- | ------ |
| 1.     | I'm Waiting for the Man      | Lou Reed                | 4:39   |
| 2.     | Femme Fatale                 | Reed                    | 2:38   |
| 3.     | Venus in Furs                | Reed                    | 5:10   |
| 4.     | Run Run Run                  | Reed                    | 4:21   |
| 5.     | All Tomorrow's Parties       | Reed                    | 5:57   |
| 6.     | Heroin                       | Reed                    | 7:08   |
| 7.     | There She Goes Again         | Reed                    | 2:40   |
| 8.     | I'll Be Your Mirror          | Reed                    | 2:12   |
| 9.     | Sunday Morning               | Reed, John Cale         | 2:55   |
| 10.    | These Days                   | Jackson Browne          | 3:32   |
| 11.    | Little Sister                | Reed, Cale              | 4:25   |
| 12.    | Winter Song                  | Cale                    | 3:18   |
| 13.    | It Was a Pleasure Then       | Nico, Reed, Cale        | 8:02   |
| 14.    | Chelsea Girls                | Reed, Sterling Morrison | 7:24   |
| 15.    | Wrap Your Troubles in Dreams | Reed                    | 5:08   |

| Disk 2 | Disk 2                       | Disk 2                                  | Disk 2 |
| Pořadí | Název                        | Autor                                   | Délka  |
| ------ | ---------------------------- | --------------------------------------- | ------ |
| 1.     | White Light/White Heat       | Reed                                    | 2:46   |
| 2.     | Here She Comes Now           | Reed, Cale, Morrison                    | 2:03   |
| 3.     | I Heard Her Call My Name     | Reed                                    | 4:36   |
| 4.     | Sister Ray                   | Reed, Cale, Morrison, Maureen Tuckerová | 17:28  |
| 5.     | Stephanie Says               | Reed                                    | 2:49   |
| 6.     | Temptation Inside Your Heart | Reed                                    | 2:32   |
| 7.     | Hey Mr. Rain                 | Reed, Cale, Morrison, Tuckerová         | 4:40   |
| 8.     | Candy Says                   | Reed                                    | 4:02   |
| 9.     | What Goes On                 | Reed                                    | 4:53   |
| 10.    | Beginning to See the Light   | Reed                                    | 4:38   |
| 11.    | Pale Blue Eyes               | Reed                                    | 5:39   |
| 12.    | Some Kinda Love              | Reed                                    | 4:01   |

| Disk 3 | Disk 3                                     | Disk 3                                         | Disk 3 |
| Pořadí | Název                                      | Autor                                          | Délka  |
| ------ | ------------------------------------------ | ---------------------------------------------- | ------ |
| 1.     | Foggy Notion                               | Reed, Morrison, Tuckerová, Doug Yule, Hy Weiss | 6:48   |
| 2.     | I Can't Stand It                           | Reed                                           | 3:22   |
| 3.     | I'm Sticking with You                      | Reed                                           | 2:27   |
| 4.     | One of These Days                          | Reed                                           | 3:56   |
| 5.     | Lisa Says                                  | Reed                                           | 2:58   |
| 6.     | We're Gonna Have a Real Good Time Together | Reed                                           | 2:57   |
| 7.     | I'm Gonna Move Right In                    | Reed, Cale, Morrison, Tuckerová                | 6:29   |
| 8.     | Rock & Roll                                | Reed                                           | 6:06   |
| 9.     | Sweet Jane                                 | Reed                                           | 4:06   |
| 10.    | New Age                                    | Reed                                           | 5:05   |
| 11.    | Ocean                                      | Reed                                           | 5:45   |